# Elga
Elga ist eine aus zwei Arten bestehende Libellengattung. Die Gattung gehört zur Unterfamilie Brachydiplacinae und wurde 1909 durch Friedrich Ris beschrieben. Als Generotyp diente die bis dahin unbeschriebene Art Elga leptostyla. Das Verbreitungsgebiet erstreckt sich von Panama bis Perú und Brasilien.

## Merkmale
Elga-Arten sind vergleichsweise kleine Libellen und erreichen Längen zwischen 26 und 28 Millimetern. Der Hinterleib (Abdomen) und der Brustkorb (Thorax) sind schwarz. Auf den Seiten des Thorax sowie auf den Segmenten eins bis sieben finden sich gelbliche Flecken. Die Cerci sind nahezu zylindrisch. Ihre Flügel sind dunkel und sehr breit. Von den anderen Gattungen unterscheidet sich diese durch die sich nicht berührenden Komplexaugen.

## Habitat
Die Imagines der Gattung Elga leben an Fließgewässern innerhalb von Wäldern.

## Systematik
Folgende Arten werden zur Gattung Elga gezählt:
- Elga leptostyla
- Elga newtonsantosi